# Panicale
Panicale är en stad och en kommun i provinsen Perugia i regionen Umbrien i Italien. Kommunen hade 5 515 invånare (2018).
Panicale är beläget 445 meter över havet på en kulle som reser sig på den östra sidan av berget Pietrarvella (645 meter). Nu liksom i forna dagar, "härskar" den över de kringliggande byarna som befinner sig inom Panicales kommun. Hela Panicales kommun omfattar jämte tätorten Panicale, Tavernelle, Mongiovino, Casalini, Aquaviva, Macereto, Colle Calzolaro, Tresa, Braccio, Colle San Paolo och Missiano. Dess totala yta omfattar 78,26 km², varav 77,3% består av kullar, 11,4% av slätt, 1,7% av berg samt 9,6% av vatten eftersom den omfattar en bit av Trasimenosjöns södra del. Ett intressant inslag, helt i linje med världsglobaliseringen, är att av dessa invånare är 717 utländska medborgare från 47 olika nationer, främst från Rumänien, Albanien, Marocko, åtföljda av Tyskland och Storbritannien. Den odlingsbara ytan är på 6.494 ha, av vilka endast ungefär 3.800 ha utnyttjas för odling av foderväxter, oliver, vindruvor, solrosor, tomater, tobak, säd och för grisavel. Trots det är bara en tredjedel av de cirka 2.000 arbetsföra sysselsatta inom jordbruket. Den största gruppen av 840 invånare arbetar inom kommunens fem industrier och ett tjugotal hantverksverkstäder.  
Panicale gränsar till kommunerna Castiglione del Lago, Magione, Paciano, Perugia och Piegaro.

## Stadsvapen
Lite varstans dyker Panicales vapenmärke upp, gripen och tornet. Egentligen tillhör gripen länets huvudstad Perugia. Men Panicaleborna fick äran att placera den bredvid sitt eget som tack från Perugia till befälhavaren Boldrino från Panicale, som räddat staden ur en svår belägring. Men det betraktas som en ren formalitet, för redan på 1200-talet hade Panicaleborna roffat åt sig gripen som framgår av minnestavlan i Via Ceppari. Panicales egentliga vapen är det till höger, en befäst borg med hirskolvar på vardera sidan om den. Borgen i vapnet symboliserar hur byn var under sin storhetstid; en befäst borg, med höga torn, tinnar och bastioner. Och hirskolvarna har lagts till av den vedertagna dock inte helt korrekta uppfattningen att det sädesslaget, panico på italienska, skulle ha gett Panicale dess namn.

## Pan, Pani eller Panis?
Ortnamnet Panicale finns dokumenterat för första gången år 40 f. Kr. Det uppmärksammades i samband med att byn tog emot flyktingar från Perugia som hade plundrats efter ett upprorsförsök mot Gaius Octavianus (63 f.Kr. - 14 e.Kr.). Han var brorson till Julius Caesar och år 27 f.Kr. skulle han bli romarrikets förste kejsare med namnet Octavianus Augustus. Men varifrån har namnet Panicale sitt ursprung? Det finns fem hypoteser för att rekonstruera ortnamnets härstamning:
Pan kalon = där allt är vackert 	
Pan colis = platsen där hirskolven odlas 
Pani calet  = orten där altaren tillägnade guden Pans kult brinner
Pan callis = väg helgad åt guden Pan
Panis collis = kulle helgad åt guden Pan
Den första tolkningen, från grekiskan Pan kalon, betyder "där allt är vackert ". Det är en lika romantisk som fantasifull hypotes. Den andra Pan colis är grundad på en botanisk teori; "platsen där hirskolven odlas". Den tredje hypotesen, Pani calet; "orten där altaren tillägnade guden Pan brinner" är forcerad i sin mytologiska karaktär, men ändå trovärdig. Den fjärde Pan callis, anknyter återigen till guden Pan: "väg helgad åt guden Pan". Den sista, Panis collis; "kulle helgad åt (eller som behagar) guden Pan" skulle kunna vara den mest trovärdiga. De senaste fyra hypoteserna härstammar från latinet, det allmänna skriftspråket i Italien fram till 1100-talet och senare.
Den medeltida uppfattningen att namnet Panicale härstammade från hirsen man bakade bröd av var så vedertagen att man till och med inkluderade hirsen i själva vapnet. Denna teori har emellertid visat sig bristfällig, eftersom hirskolven växer mycket bättre i dalen än på själva kullen. Däremot är ”gudateorierna” Pani calet eller Panis Collis betydligt mer hållbara.
Visst kan Panicale mycket väl vara "platsen som behagar guden Pan" eller "platsen där hans altare brinner". Han var ju herdarnas och skogens Gud. Skogar fanns och finns de fortfarande gott om runtomkring, och när byns namn växte fram bestod dess invånare just av herdar. I konsten framställdes Pan ursprungligen med bockhuvud och bockben men förmänskligades senare gradvis. Han var en lysten och okynnig gud som höll till i bergiga skogstrakter - varför inte i Panicales? - där han jagade nymfer och spelade på sin herdepipa. Han utrotades när trakten kristnades av den heliga Mustiola. Men namnet lever stadigt kvar genom dess ortnamn. Vad som ytterligare styrker denna tes är namnet på alla de orter runtomkring som uppkallats efter just mytologiska gudar. Mongiovino har sitt ursprung i Jupiters berg, Valliano i Janus dal, Missiano i sändebudet Janus, Montiano i Janus berg, samt Ceraseto, i Ceres plats, för att nämna några få.

## Historien
Panicales historia kan dock spåras tillbaka till 1300-talet f. Kr. då akeerna, ett indoeuropeiskt folk, bebodde trakten under ett par århundraden.
Men by blev det först under italikerna som var fåraherdar. Senare under etruskerna utvecklades orten till ett jordbrukscentrum som lydde under Chiusis Lucumone, det vill säga etruskisk kung. Under romarna befästes det till ett så kallat Castrum; romersk fästning, för att senare under medeltiden få den slutliga elliptiska form och prägel som ännu idag utgör byns siluett. Efter det Longobardiska styret lät Karl den store överföra den under Markisen av Toscana. Efter år 1000 valde den, liksom alla de andra orterna runt Trasimenosjön, att underordna sig det mäktigare Perugia. Från och med 1300-talet växte byn i styrka tack vare de restaurerade och utvidgade murarna samt det nyvunna tillståndet att få hålla marknad varje tisdag, ett privilegium som man behöll fram till mitten av 1500-talet.
Den ursprungliga yttermuren, många gånger förstörd och ombyggd (1276, 1313, 1632 och 1643) omgärdar fortfarande beskyddande den lilla byn. Den avgränsar tydligt bebyggelsen från själva landsbygden. På 1600-talet var fästningarnas tid förbi. Man byggde bostäder bakom och på yttermuren och nya bostäder uppfördes utanför portarna. Trots det finns den medeltida charmen kvar. Efter 1643 levde byn ett stillsamt liv med undantag av Napoleons erövring då Italien blev en fransk kanton. År 1860 införlivades Panicale i det som snart skulle bli Italien. Den senaste (och förhoppningsvis sista) ockupationena skedde med tyskarna (1943-44) och med britterna (1944-45).

## Genial försvarsanläggning
Förändringar till trots, är de så små och gradvisa att det är framförallt tidlösheten som präglar Panicale. Dess medeltida struktur av en befäst borg med oval utformning och med resterna av ett tiotal torn med skottgluggar och små fönster vittnar om vad som en gång varit en försvarsanläggning. Fastän fästningarnas tid är förbi, kan man ändå inte komma ifrån att strukturen vittnar om byns långa historia av storhet, stolthet, självständighet men också av krig, plundring och förstöring.
Första intrycket av Panicale som besökaren får är ett virrvarr av oplanerade gränder, torg och inbyggda broar mellan husen. Men så är inte fallet. Hela strukturen är välplanerad och inte minst minutiöst genomtänkt.
Det är faktiskt ett unikt arkitektonisk byggnadsverk som underlättade försvaret av fästningen. För byns struktur består av flera murar som ligger i varandra som elliptiska vattenringar. Den innersta omsluter Piazza Masolino, Panicales mittpunkt och högst belägna plats. Principen var enkel och logisk: om yttermuren skulle falla i fiendens händer, kunde försvaret fortsätta från mur till mur ända upp till det befästa rådhuset på toppen, som utgjorde den sista bastionen.
Gränderna mellan varje mur, trapporna och de inbyggda broarna mellan och över varje gränd underlättade för trupperna att snabbt förflytta sig och göra försvaret effektivare.
Men trots denna geniala struktur, var det inte alltid så lätt för lilla Panicale att värna sig emot sådana jättar som Furstendömet Toscana och Påvens Kyrkostat. Eller när de franska eller tyska kejserliga plundringstågen svepte förbi? Men ingen kan förneka att Panicaleborna har efter förmåga satt hårt mot hårt för att försvara sin självständighet. Den medeltida strukturen vittnar om det.

## Två portar
Panicale har två ingångar eller portar - porte. Själva portarna har avlägsnats för länge sedan, men kvar består själva ingången. Dessa kallas för Porta Perugina och Porta Fiorentina genom vilka man färdades för att bege sig till Perugia eller Florens. Som i alla medeltidsfästningar stängdes portarna alltid på kvällen eller i samband med krig och samtidigt hissades hängbroarna upp över vallgraven.

## Vallgraven
Fram till 1898 var yttermurens södra del omgiven av en vallgrav. Det året fylldes den igen och blev ett vackert promenadstråk med höga cypresser och stora hästkastanjer. En väg byggdes också på den norra delen, där det inte fanns någon vallgrav på grund av att den var så brant. Ringvägen blev en praktisk lösning på dagens trafikproblem, då bilarna inte behöver - och ibland inte ens får - köra genom byn utan kan istället cirkulera runt omkring den. Denna väg, identisk med Panicales omkrets, är bara 800 meter lång. Innanför finns det mesta av det som beskrivs i denna guidebok!

## Tre torg
I den medeltida byn är torgen, piazze, viktiga samlingsplatser, lika mycket till vardags som till fest. Panicales tre torg är alla belägna innanför murarna, och har fått sin placering efter ändamålen - handel - religion - politik. Piazza Umberto I, marknadstorget, är störst och beläget vid Porta Perugina, byns huvudingång. Där är det marknad varje fredag, där hålls konserter på sommaren och festligheter i samband med högtider och traditioner. Piazza S. Michele, det religiösa torget, har sin naturliga placering framför kyrkan med samma namn. Här försiggår vissa religiösa ceremonier till exempel under påsknatten och från kyrkan utgår kyrkliga processioner. Piazza Masolino, det politiska torget på byns högsta topp, ligger framför det gamla rådhuset. Här samlades invånarna i det förflutna för att fatta viktiga beslut angående Panicales politiska liv de få gånger som byn råkade vara en fri och självständig kommun.
Numera hålls kommunalfullmäktigemötena i det nuvarande rådhuset rakt utanför Porta Perugina, dit allmänheten är välkommen att närvara.

## Sju kyrkor
Vad är en by/ort utan sin kyrka? Här har de hunnit bli hela sju stycken, kanske efter förebild av Roms så kallade stationskyrkor som fromma pilgrimer var förpliktigade att besöka under en och samma dag, helst till fots och i sann andäktig anda. De sju Panicalekyrkorna var, så länge alla var i bruk, obligatoriska anhalter i samband med kyrkliga processioner. På den tiden tjänstgjorde hela 12 präster. Idag, med sjunkande invånarantal och en enda präst är endast 3 kyrkor i bruk. En har gjorts om till församlingshem och de övriga till museer.

## Kända personer från Panicale
- Masolino da Panicale
- Luca Cesarini
- Boldrino Paneri